# Лудмилова, Моника
Моника Лудмилова (до замужества — Гейтманкова) (чеш. Monika Hejtmánková (Ludmilová), род. 11 мая 1967, Оломоуц, Североморавский край) — чехословацкая, чешская и немецкая гандболистка, универсал. Серебряный призёр чемпионата мира 1986 года, участница летних Олимпийских игр 1988 года.

## Биография
Моника Гейтманкова родилась 11 мая 1967 года в чехословацком городе Оломоуц (сейчас в Чехии).
До 1990 года играла в гандбол за «Зору» из Оломоуца, в 1990—2005 годах — за немецкий «Майнцлар» из Майнца. В 2001 году завоевала Кубок Германии, причём в финальном матче против «Байера» из Леверкузена (45:44) забросила 27 мячей. Пять раз была лучшим снайпером чемпионата Германии (1996—1997, 2001, 2003—2004). Получила немецкое гражданство.
В составе сборных Чехословакии и Чехии провела 252 матча. Трижды участвовала в чемпионатах мира: в 1986 году стала серебряным призёром в составе сборной Чехословакии, в составе сборной Чехии в 1997 году дошла до 1/8 финала и в 1999 году не смогла преодолеть групповой этап. Заняла 8-е место на первом в истории чемпионате Европы среди женщин 1994 года.
В 1988 году вошла в состав женской сборной Чехословакии по гандболу на летних Олимпийских играх в Сеуле, занявшей 5-е место. Играла в поле, провела 5 матчей, забросила 16 мячей (7 — в матче со сборной Кот-д'Ивуара, 6 — с Южной Кореей, 2 — с США, 1 — с Югославией).
По окончании игровой карьеры стала тренером. Ещё по ходу выступлений тренировала вторую женскую команду «Майнцлара» и молодёжную команду. Затем работала ассистентом главного тренера первой женской команды клуба, с 2006 года — на том же посту в сборной Германии среди девушек у Дирка Лойна. В 2008 году её команда завоевала золотые медали чемпионата мира. С 2012 года работала тренером «Гроссен-Бузека», в 2014—2016 годах — «Дутенхофена-Мюнххольцхаузена». В то же время с 2008 года работала в Министерстве внутренних дел и спорта земли Гессен, а с 2015 года — в учреждении для первичного приёма беженцев земли Гессен.